# فرجينيا ديفيس
فرجينيا ديفيس (بالإنجليزية: Virginia Davis) (31 ديسمبر 1918 - 15 أغسطس 2009)، ممثلة سينمائية أمريكية .

## روابط خارجية
- فرجينيا ديفيس على موقع IMDb (الإنجليزية)
- فرجينيا ديفيس على موقع ألو سيني (الفرنسية)
- فرجينيا ديفيس على موقع أول موفي (الإنجليزية)
- فرجينيا ديفيس على موقع قاعدة بيانات الأفلام السويدية (السويدية)
- فرجينيا ديفيس على موقع قاعدة بيانات الفيلم (الإنجليزية)
- فرجينيا ديفيس على موقع كينوبويسك (الروسية)
- Guardian obituary